# پوشش دوربین
پوشش دوربین یا پوشش ، تعداد و نوع فیلم خام است که برای ثبت یک صحنه در فیلمسازی و تولید ویدئو استفاده می‌شود. برای تدوینگر فیلم از پوشش در پس‌تولید برای تدوین فیلم استفاده می‌کنند.

## پوشش در سینما
تکنیک پوشش شامل تصویربرداری از موقعیت‌های بیشتری نسبت به فیلم نهایی است که به کارگردان اجازه می‌دهد در طول فرآیند تدوین، نماهایی را انتخاب کند. اگر کارگردان از نتایج موقعیت‌های دوربین که در ابتدا برنامه‌ریزی شده بود، ناراضی باشد، نیازی به بازگرداندن بازیگران و خدمه برای پیکاپ‌ها و فیلم‌برداری‌های بعدی نیست.  حتی فیلم‌هایی که با دقت از قبل برنامه‌ریزی شده، استوری‌برد و تمرین شده‌اند، ممکن است احتیاج به پوشش پیدا کنند.  پوشش همچنین به تدوینگر این اجازه را می‌دهد تا کنترل اجرا را در دست بگیرد و زمان‌بندی را طوری تنظیم کند که نیازهای مخاطب (به جای نیازهای کارگردان یا بازیگر) برآورده شود. 
به طور کلی چهار نوع فیلمبرداری وجود دارد: 
- روش صحنه اصلی : صحنه از ابتدا تا انتها گرفته می‌شود، معمولاً اما نه همیشه با استفاده از یک نمای دور، برای ایجاد «شات اصلی». در صحنه‌های پیچیده، ممکن است به جای آن «نماهای اصلی کوتاه» ایجاد شود. سپس از پوشش برای ایجاد نماهای دیگر از صحنه استفاده می شود.
- روش همپوشانی : که به آن «روش سه‌گانه گرفتن» نیز می‌گویند، دوربین اقدام اولیه را در صحنه می‌گیرد (معمولاً یک عکس عریض)، و سپس این عمل متوقف می‌شود یا تکرار می‌شود تا زاویه دوربین و تنظیم نور متفاوتی ایجاد شود. این شبیه به پوشش است، اما بدون شات اصلی. این نوع فیلمبرداری که به ندرت استفاده می شود، در مواردی مفید است که یک عمل تکرار نشود (مانند زمانی که یک آیتم در انتهای صحنه از بین می رود).
- روش یکپارچه: همچنین به آن «اصلی در حال توسعه»، «آنر» یا (به فرانسوی ) پلان-صحنه یا پلان-سکانس نیز گفته می شود، این شبیه به روش صحنه اصلی است، اما بدون قصد استفاده از پوشش برنامه ریزی و فیلمبرداری می شود. .
- فرم آزاد : که به آن "سبک مستند" نیز می گویند، حتی زمانی که داستان تخیلی است، دوربین دستی است و تصویر لرزش یک دوربین دستی ناپایدار را نشان می دهد.

پوشش، بخشی از روش صحنه اصلی است،  و ممکن است در روش آزاد استفاده گردد.
میزان و نوع پوشش عموماً توسط کارگردان و با مشورت فیلمبردار در مرحله پیش‌تولید تعیین می‌شود.  پوشش به کارگردان و تدوینگر این امکان را می دهد که سرعت صحنه را تغییر دهند، صحنه را دوباره روی تصاویر مختلف متمرکز کنند یا حتی از برداشت های مختلف استفاده کنند. پوشش همچنین به ویرایشگر اجازه می‌دهد تا از اشتباهات موجود در فیلم‌برداری،  فقدان قاب‌های تمیز، یا خطاهای تداوم دوری کند.  هنگام فیلمبرداری از انفجارها یا شیرین کاری ها به پوشش بیشتری نیاز است، زیرا تکرار دقیق آنها بسیار دشوار است. اجرای یک بازیگر که به خصوص دشوار است، یا صحنه ای که تعداد زیادی شخصیت دارد، معمولاً به پوشش بیشتری نسبت به صحنه دو نفره با دیالوگ‌های ساده نیاز دارد. 